# Équations de Gauss-Codazzi
En géométrie riemannienne, les équations de Gauss-Codazzi-Mainardi sont des équations fondamentales dans le cadre de la théorie des hypersurfaces plongées dans un espace euclidien, et plus généralement des sous-variétés d'une variété riemannienne. Il existe aussi des applications au cas des hypersurfaces plongées dans une variété pseudo-riemannienne.
Dans la géométrie des surfaces classique, les équations de Gauss-Codazzi-Mainardi sont constituées d'une paire d'équations. La première équation, parfois appelée équation de Gauss relie la courbure intrinsèque (ou courbure de Gauss) de la surface aux dérivées de l'application de Gauss, via la seconde forme fondamentale. Cette équation est la base même du theorema egregium de Gauss. La seconde équation, parfois appelée équation de Codazzi-Mainardi, est une condition structurelle sur les dérivées secondes de l'application de Gauss. Cette équation fait intervenir la courbure extrinsèque (ou courbure moyenne) de la surface. Ces équations montrent que les composantes de la seconde forme fondamentale et ses dérivées classifient entièrement la surface à une transformation euclidienne près, ce qui revient à un des théorèmes de Pierre-Ossian Bonnet.

## Énoncé formel
Soit i : M ⊂ P une sous-variété n-dimensionnelle plongé d'une variété Riemannienne P de dimension n+p. Il existe une inclusion naturelle du fibré tangent de M dans celui de P, et le conoyau est le fibré normal de M :
{\displaystyle 0\rightarrow T_{x}M\rightarrow T_{x}P|_{M}\rightarrow T_{x}^{\perp }M\rightarrow 0.}
La métrique donne suite exacte suivante :
{\displaystyle TP|_{M}=TM\oplus T^{\perp }M.}
Suivant cette suite, la connexion de Levi-Civita ∇′ de P se décompose en une composante tangentielle et une composante normale. Pour chaque X ∈ TM et champ de vecteur Y sur M,
{\displaystyle \nabla '_{X}Y=\top (\nabla '_{X}Y)+\bot (\nabla '_{X}Y).}
Soit
{\displaystyle \nabla _{X}Y=\top (\nabla '_{X}Y),\quad \alpha (X,Y)=\bot (\nabla '_{X}Y).}
La formule de Gauss assure alors que ∇X est la connexion de Levi-Civita pour M, et α est une forme différentielle vectorielle symétrique à valeurs dans le fibré normal.
Un corollaire immédiat est l'équation de Gauss. Pour X, Y, Z, W ∈ TM,
{\displaystyle \langle R'(X,Y)Z,W\rangle =\langle R(X,Y)Z,W\rangle +\langle \alpha (X,Z),\alpha (Y,W)\rangle -\langle \alpha (Y,Z),\alpha (X,W)\rangle }
où R′ est le tenseur de courbure de P et R est celui de M.
L'équation de Weingarten est un analogue de la formule de Gauss pour une connexion dans le fibré normal. Soit X ∈ TM et ξ un champ de vecteurs normaux. On décompose alors la dérivée covariante de ξ sur X en composantes normales et tangentielles :
{\displaystyle \nabla _{X}\xi =\top (\nabla _{X}\xi )+\bot (\nabla _{X}\xi )=-A_{\xi }(X)+D_{X}(\xi ).}
Alors
1. Équations de Weingarten : {\displaystyle \langle A_{\xi }X,Y\rangle =\langle \alpha (X,Y),\xi \rangle }
2. DX est une connexion métrique (en) dans le fibré normal.

Il y a donc un couple de connexions : ∇, définie sur le fibré tangent de M; et D, défini sur le fibré normal de M. Ces deux se combinent pour donner une connexion sur n'importe quel produit tensoriel de TM et T⊥M. En particulier, elles définissent entièrement la dérivée covariante de α :
{\displaystyle ({\tilde {\nabla }}_{X}\alpha )(Y,Z)=D_{X}\left(\alpha (Y,Z)\right)-\alpha (\nabla _{X}Y,Z)-\alpha (Y,\nabla _{X}Z).}
L'équation de Codazzi-Mainardi donne
{\displaystyle \bot \left(R'(X,Y)Z\right)=({\tilde {\nabla }}_{X}\alpha )(Y,Z)-({\tilde {\nabla }}_{Y}\alpha )(X,Z).}

## Énoncé des équations classiques
En géométrie différentielle classique, les équations de Codazzi-Mainardi sont généralement exprimées avec la seconde forme fondamentales :
{\displaystyle e_{v}-f_{u}=e\Gamma _{12}^{1}+f(\Gamma _{12}^{2}-\Gamma _{11}^{1})-g\Gamma _{11}^{2}}
{\displaystyle f_{v}-g_{u}=e\Gamma _{22}^{1}+f(\Gamma _{22}^{2}-\Gamma _{12}^{1})-g\Gamma _{12}^{2}}

## Démonstration des équations classiques
Les dérivées secondes d'une surface paramétrée (en) peuvent s'exprimer dans la base {\displaystyle (X_{u},X_{v},N)} ainsi que les symboles de Christoffel et la seconde forme fondamentale.
{\displaystyle X_{uu}=\Gamma _{11}^{1}X_{u}+\Gamma _{11}^{2}X_{v}+eN}
{\displaystyle X_{uv}=\Gamma _{12}^{1}X_{u}+\Gamma _{12}^{2}X_{v}+fN}
{\displaystyle X_{vv}=\Gamma _{22}^{1}X_{u}+\Gamma _{22}^{2}X_{v}+gN}
Le théorème de Schwarz énonce que les dérivées partielles suivantes commutent :
{\displaystyle \left(X_{uu}\right)_{v}=\left(X_{uv}\right)_{u}}
Si l'on différentie {\displaystyle X_{uu}} par rapport à v et {\displaystyle X_{uv}} par rapport à u, on obtient :
{\displaystyle \left(\Gamma _{11}^{1}\right)_{v}X_{u}+\Gamma _{11}^{1}X_{uv}+\left(\Gamma _{11}^{2}\right)_{v}X_{v}+\Gamma _{11}^{2}X_{vv}+e_{v}N+eN_{v}=\left(\Gamma _{12}^{1}\right)_{u}X_{u}+\Gamma _{12}^{1}X_{uu}+\left(\Gamma _{12}^{2}\right)_{u}X_{v}+\Gamma _{12}^{2}X_{uv}+f_{u}N+fN_{u}}
Si on substitue ensuite les expressions ci-dessus pour les dérivées secondes et qu'on égale les coefficients de N :
{\displaystyle f\Gamma _{11}^{1}+g\Gamma _{11}^{2}+e_{v}=e\Gamma _{12}^{1}+f\Gamma _{12}^{2}+f_{u}}
en réarrangeant les termes, on retrouve la première équation de Codazzi-Mainardi.